# Alvin Show
Alvin Show è il primo cartone animato con protagonista il gruppo imaginario Alvin and the Chipmunks. La serie è stata prodotta dalla Bagdasarian Productions. È andata in onda dal 1961 al 1962 sulla rete CBS in bianco e nero e nel 1965 in syndication a colori. Oltre ai Chipmunks, il programma dava spazio allo scienziato pasticcione Clyde Crashcup e al suo assistente Leonardo. Una parte della serie è stata trasmessa in Italia negli anni sessanta sul Programma Nazionale RAI; è stata trasmessa integralmente in Italia sulle reti Hiro, Italia 7 e Cartoon Network (Europa) a partire dal 1980 ed è stata seguita dalla trasmissione della serie Alvin rock 'n' roll. 
La serie è stata seguita negli anni ottanta, con Alvin rock 'n' roll, e poi negli anni 2010 con Alvinnn!!! e i Chipmunks.

## Personaggi
- I Chipmunks: I protagonisti della serie
  - Alvin Seville: Il fratello medio, Alvin è uno scavezzacollo, ma leader nato. Doppiato in originale da Ross Bagdasarian e in italiano prima da Ilaria Stagni e poi da Emanuela Pacotto.
  - Simon Seville: Fratello maggiore, incredibilmente intelligente, e voce della ragione fra i tre. Doppiato in originale da Ross Bagdasarian e in italiano da Marcella Silvestri.
  - Theodore Seville: Il fratello minore e il più cicciottello, Theodore è dolce e innocente, il più bravo a mettere d'accordo i due fratelli. Doppiato in originale da Janice Karman e in italiano da Daniela Fava.
- David "Dave" Seville: Padre adottivo dei Chipmunks, oltre autore delle canzoni e manager. La sua pazienza è messa quotidianamente a dura prova da Alvin, e dai suoi fratelli. Doppiato in originale da Ross Bagdasarian e in italiano da Giorgio Melazzi.